# لو ين
لو ين (بالصينية: 盧炎) هو ملحن صيني، ولد في 20 نوفمبر 1930، وتوفي في 1 أكتوبر 2008.